# Sainte-Marie-de-Kent
Sainte-Marie-de-Kent är en ort i Kanada.   Den ligger i provinsen New Brunswick, i den östra delen av landet, 800 km öster om huvudstaden Ottawa. Sainte-Marie-de-Kent ligger 25 meter över havet och antalet invånare är 1 730.
Terrängen runt Sainte-Marie-de-Kent är platt. Runt Sainte-Marie-de-Kent är det ganska tätbefolkat, med 56 invånare per kvadratkilometer.. Närmaste större samhälle är Bouctouche, 8,9 km nordost om Sainte-Marie-de-Kent.
I omgivningarna runt Sainte-Marie-de-Kent växer i huvudsak blandskog.